# 理查森鎮區 (明尼蘇達州莫里森縣)
理查森鎮區（英語：Richardson Township）是位於美國明尼蘇達州莫里森縣的一個行政鎮區。

## 歷史
理查森鎮區於1903年設立，得名自州政府專員內森·理查森（Nathan Richardson）。

## 地方資料
理查森鎮區的面積為93.80平方千米，當中陸地面積為88.51平方千米，而水域面積為5.29平方千米。根據2020年美國人口普查的數據，當地共有人口513人，而人口密度為每平方千米5.47人。